# بالگارچفو
بالگارچفو (به بلغاری: Balgarchevo) روستایی در بلغارستان است که در شهرستان بلاگووگراد واقع شده‌است. بالگارچفو ۱۲٬۰۷۲ کیلومتر مربع مساحت و ۲۹۴ نفر جمعیت دارد و ۳۵۰ متر بالاتر از سطح دریا واقع شده‌است.